# Hannegret Hönes
Hannegret Hönes (* 16. Januar 1946 in Mollnitz an der Elbe) ist eine ehemalige deutsche Politikerin (Bündnis 90/Die Grünen).

## Leben
Hönes absolvierte das Abitur in Calw und arbeitete nach einer journalistischen Ausbildung bei einer Wochenzeitung. Im Jahr 1976 lehrte sie an der Universität in Nairobi. Drei Jahre später trat sie der Partei Die Grünen bei und wurde 1980 Mitglied im Kreisvorstand Rems/Murr. Von 1981 bis 1983 war sie im Landesvorstand von Baden-Württemberg. Am 13. April 1985 rückte sie für Willi Hoss in den Bundestag nach, der aufgrund des Rotationsprinzips ausschied. Hönes gehörte dem Bundestag bis zum Ende der Wahlperiode 1987 an. Während ihrer Mandatszeit war sie seit September 1986 Mitglied im Innenausschuss, sowie stellvertretendes Mitglied in den Ausschüssen für Umwelt, Naturschutz und Reaktorsicherheit und für Ernährung, Landwirtschaft und Forsten.